# Le Début de la fin (film)
Pour les articles homonymes, voir Le Début de la fin.
Pour plus de détails, voir Fiche technique et Distribution.
Le Début de la fin (Beginning of the End) est un film de science-fiction américain réalisé par Bert I. Gordon, sorti en 1957.

## Synopsis
À la suite d'expérimentations scientifiques visant à développer l'agriculture grâce à l'énergie nucléaire, des sauterelles sont devenues géantes, et menacent de détruire Chicago.

## Fiche technique
- Titre original : Beginning of the End
- Titre français: Le Début de la fin
- Réalisation : Bert I. Gordon
- Scénario : Fred Freiberger et Lester Gorn
- Production : Bert I. Gordon
- Société de production : AB-PT Pictures Corp.
- Musique : Albert Glasser
- Photographie : Jack A. Marta
- Montage : Aaron Stell
- Décors :
- Costumes :
- Pays de production :  États-Unis
- Genre : Science-fiction
- Lieu de tournage : Chicago,  Illinois ( États-Unis)
- Durée : 76 minutes
- Format : Noir et blanc - Son : mono - 1,66:1 - 35 mm
- Date de sortie : États-Unis : 28 juin 1957

## Distribution
- Peter Graves : Dr. Ed Wainwright
- Peggie Castle : Audrey Aimes

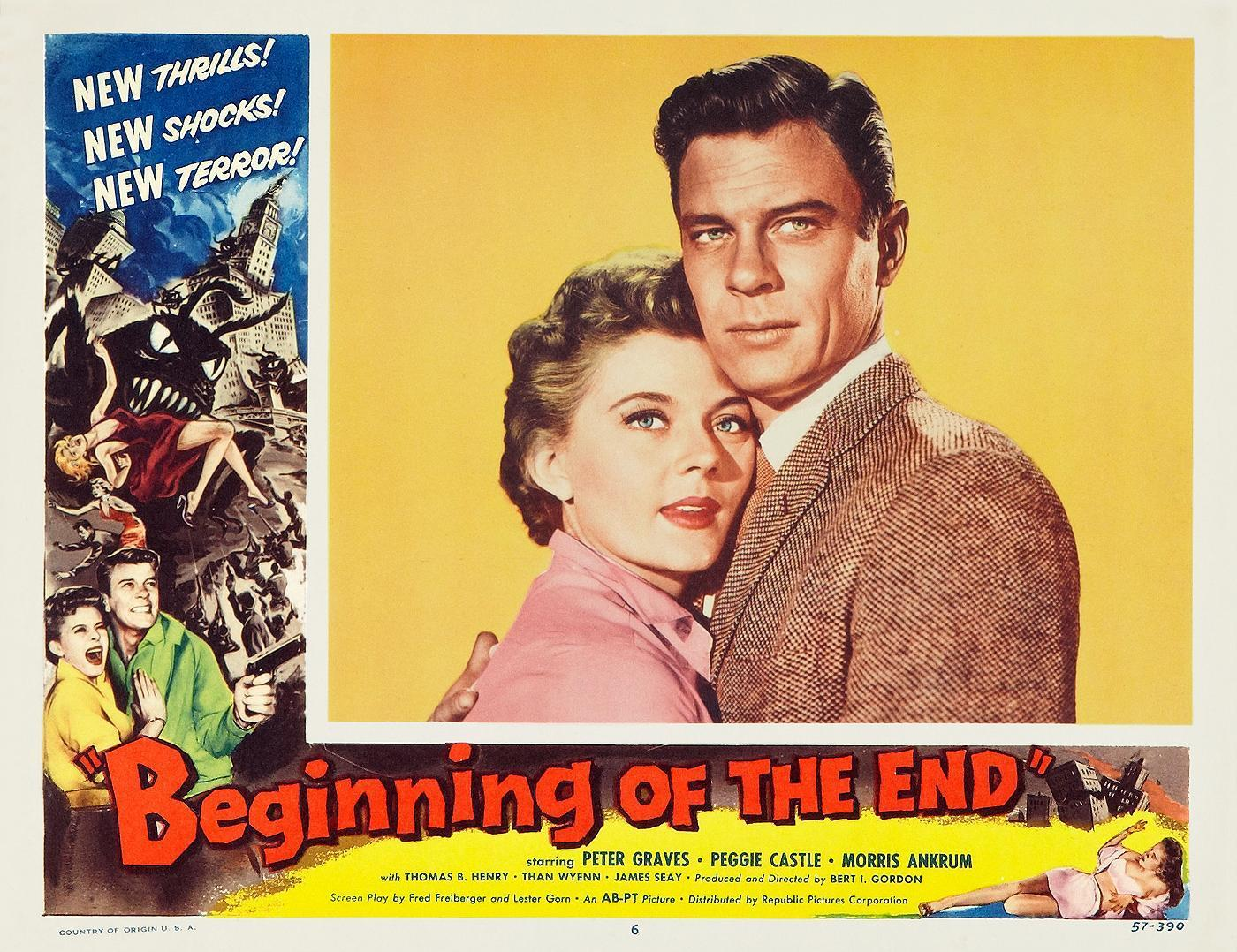
Peter Graves et Peggie Castle, carte promotionnelle du film.

- Morris Ankrum : Général John Hanson
- Than Wyenn : Frank Johnson
- Thomas Browne Henry : Colonel Tom Sturgeon
- Richard Benedict : Cpl. Mathias
- James Seay : Capitaine James Barton
- John Close : Major Everett
- Frank Wilcox : Général John T. Short
- Douglas Evans : Norman Taggart
- Hank Patterson : Dave